# Chelidoperca
Chelidoperca es un género de peces de la familia Serranidae.

## Especies
Actualmente se reconocen nueve especies:
- Chelidoperca hirundinacea (Valenciennes, 1831)
- Chelidoperca investigatoris (Alcock, 1890)
- Chelidoperca lecromi Fourmanoir, 1982
- Chelidoperca maculicauda Bineesh & Akhilesh, 2013[1]
- Chelidoperca margaritifera M. C. W. Weber, 1913
- Chelidoperca occipitalis Kotthaus, 1973
- Chelidoperca pleurospilus (Günther, 1880)
- Chelidoperca santosi J. T. Williams & K. E. Carpenter, 2015[2]
- Chelidoperca stella Matsunuma & Motomura, 2016[3]